# سامانه ماهواره‌ای ناوبری جهانی چرخند
سامانه ماهواره‌ای ناوبری جهانی چرخند (انگلیسی: Cyclone Global Navigation Satellite System) که به اختصار CYGNSS نامیده می‌شود، سامانه‌ای فضابرد است که توسط دانشگاه میشیگان و مؤسسه تحقیقات جنوب غربی با هدف بهبود پیش‌بینی توفند‌ها از راه درک بهتر برهم‌کنش میان دریا و هوا در نزدیکی هسته توفان توسعه داده شده است.
این پروژه شامل مجموعه‌ای از هشت ماهواره کوچک است که به صورت هم‌زمان توسط یک حامل پرتاب به فضا پرتاب شده و در ارتفاع ۵۰۰ کیلومتری در مدار نزدیک زمین قرار می‌گیرند. نخستین تلاش برای پرتاب این ماهواره‌ها در ۱۲ دسامبر ۲۰۱۶ به دلیل مشکل در پمپ فضاپیمای پرتاب‌کننده به تعویق افتاد و در دومین تلاش در ۱۵ دسامبر ۲۰۱۶، با استفاده از موشک پگاسوس از پایگاه کیپ کاناورال، فلوریدا با موفقیت به فضا پرتاب شد.